# Зарменсторф
Зарменсторф (нім. Sarmenstorf) — громада  в Швейцарії в кантоні Ааргау, округ Бремгартен.

## Географія
Громада розташована на відстані близько 75 км на північний схід від Берна, 18 км на південний схід від Аарау.
Зарменсторф має площу 8,3 км², з яких на 12% дозволяється будівництво (житлове та будівництво доріг), 58,3% використовуються в сільськогосподарських цілях, 29,5% зайнято лісами, 0,2% не є продуктивними (річки, льодовики або гори).

## Демографія
2019 року в громаді мешкало 2929 осіб (+16,4% порівняно з 2010 роком), іноземців було 15%. Густота населення становила 353 осіб/км².
За віковим діапазоном населення розподілялося таким чином: 22% — особи молодші 20 років, 62% — особи у віці 20—64 років, 16% — особи у віці 65 років та старші. Було 1194 помешкань (у середньому 2,4 особи в помешканні).
Із загальної кількості 691 працюючого 54 було зайнятих в первинному секторі, 213 — в обробній промисловості, 424 — в галузі послуг.